# Ajusco
Ajusco je sopečný dóm v Mexiku, jehož nejvyšší vrchol Cruz del Marqués měří 3 930 m n. m. Nachází se v Tlalpanu na jižním předměstí Ciudad de México a je nejvyšší horou na území mexického hlavního města. Ajusco je součástí Neovulkanického pohoří, převažujícími horninami jsou andezit a dacit. K poslední erupci vulkánu došlo podle odhadů před více než deseti tisíci lety.
V roce 1936 zde byl vyhlášen národní park Cumbres del Ajusco, kde žije ohrožený králík lávový. Na svazích sopky rostou duby, borovice a jedle posvátná.
Oblast okolo sopky je pro obyvatele metropole oblíbeným cílem výletů a byl zde založen zábavní park společnosti Six Flags. Návštěvníkům jsou k dispozici cyklostezky, ekofarmy, kempy a výletní restaurace, v zimě se zde dá lyžovat. Na vrcholu byly nalezeny pozůstatky aztéckého kultovního místa.
Název hory znamená v jazyce nahuatl „tryskající voda“, zdejší prameny napájejí řeky Balsas a Lermu.